# Veliki Školj (Klek)
Veliki Školj je nenaseljen otok ob zahodni (zunanji) obali polotoka Klek v Malostonskem zalivu.
Veliki Školj skupaj z bližnjim otočkom Mali Školj pripada Bosni in Hercegovini po sporazumu o meji, ki sta ga Hrvaška in BiH podpisali leta 1999 in nikoli ratificirali. Hrvaška sporazumu oporeka in otoka šteje za svoje ozemlje.